# (22453) Shibusawaeiichi
(22453) Shibusawaeiichi ist ein Asteroid des inneren Hauptgürtels, der am 7. November 1996 von den japanischen Amateurastronomen Kin Endate und Kazurō Watanabe am Kitami-Observatorium (IAU-Code 400) auf Hokkaidō entdeckt wurde.
Mittlere Sonnenentfernung (große Halbachse), Exzentrizität und Neigung der Bahnebene von (22453) Shibusawaeiichi ähneln grob den Bahndaten der Mitglieder der Flora-Familie, einer großen Gruppe von Asteroiden, die nach (8) Flora benannt ist. Asteroiden der Flora-Familie bewegen sich in einer Bahnresonanz von 4:9 mit dem Planeten Mars um die Sonne. Die Gruppe wird auch Ariadne-Familie genannt nach dem Asteroiden (43) Ariadne.
(22453) Shibusawaeiichi wurde am 2. September 2021 nach Shibusawa Eiichi (1840–1931) benannt. Shibusawa Eiichi war ein japanischer Unternehmer der Meiji-Zeit und die zentrale Figur des wirtschaftlichen Aufbaus nach dem Ende der Abschließung Japans.